# ستيغ كارلسون
ستيغ كارلسون (بالسويدية: Stig "Stickan" Carlsson)‏ هو لاعب هوكي الجليد سويدي، ولد في 17 يناير 1924 في يوتنا في السويد، وتوفي في 14 ديسمبر 1978 في Nykvarn ‏ في السويد.

## وصلات خارجية
- ستيغ كارلسون على موقع EliteProspects.com (الإنجليزية)
- ستيغ كارلسون على موقع Eurohockey.com (الإنجليزية)
- ستيغ كارلسون على موقع أوليمبيديا (الإنجليزية)
- ستيغ كارلسون على موقع اللجنة الأولمبية السويدية (السويدية)